# حمید معماریان
حمید معماریان (زادهٔ ۱۳۴۳ در اصفهان) بازیکن سابق تیم سپاهان و تیم ملی است.

## فوتبال حرفه ای
فوتبالش را در سال پیروزی انقلاب ایران آغاز کرد و بعد از حضور در تیم‌های قند نقش جهان، تربیت، استقلال اصفهان و سازمان گوشت در نهایت به عضویت سپاهان درآمد و بعد از سال‌ها بازی در لیگ آزادگان در سال ۱۳۷۷ با پیراهن تیم پلی اکریل از فوتبال خداحافظی کرد. معماریان در فوتبال کاملاً دو قطبی آن دوران که توجه خاصی به تیم‌های پرسپولیس و استقلال داشت در سال ۱۳۶۶ توسط مرحوم پرویز دهداری به اردوی تیم ملی دعوت شد ولی به خاطر مشکلاتی که در بحث خدمت سربازی داشت نتوانست تیم ملی را همراهی کند اما چند سال بعد و در مسابقات جام ملت‌های آسیا در سال ۱۹۹۶ عضور تیم ملی ایران بود و با آن تیم رؤیایی در کشور امارات به مقام سوم آسیا دست پیدا کرد.

## بازنشستگی
کایپتان با اخلاق و محبوب دههٔ هفتاد تیم فوتبال سپاهان اصفهان بعد از خداحافظی از فوتبال وارد بازار فرش شد و در عرصه مربیگری هم با حضور در مسابقات کارگران و تیم‌های برق و جانبازان به چند مقام استانی دست پیدا کرد اما در این سال‌ها تقریباً از فوتبال دور بوده و به دلایل مختلف در بورس اخبار باشگاه سپاهان و رسانه‌های ورزشی قرار نگرفته‌است اما بدون شک یاد و خاطره بازی‌های بسیار خوبش در فوتبال اصفهان فراموش نخواهد شد. معماریان با ابراز نارضایتی از جو حاکم بر فوتبال می‌گوید: خاطرم هست وقتی که نتیجه ای را واگذار می‌کردیم، تا چند روز خودمان را نشان هواداران و مردم اصفهان نمی‌دادیم چون از آنها خجالت می‌کشیدیم. اما در حال حاضر این حرف‌ها خنده دار جلوه می‌کند.